# Campôme
Campôme en idioma francés y oficialmente, Campome en catalán, es una localidad  y comuna francesa, situada en el departamento de Pirineos Orientales en la región de Languedoc-Rosellón y comarca histórica del Conflent.
A sus habitantes se les conoce por el gentilicio campômois en francés y campomaire en catalán.

## Geografía

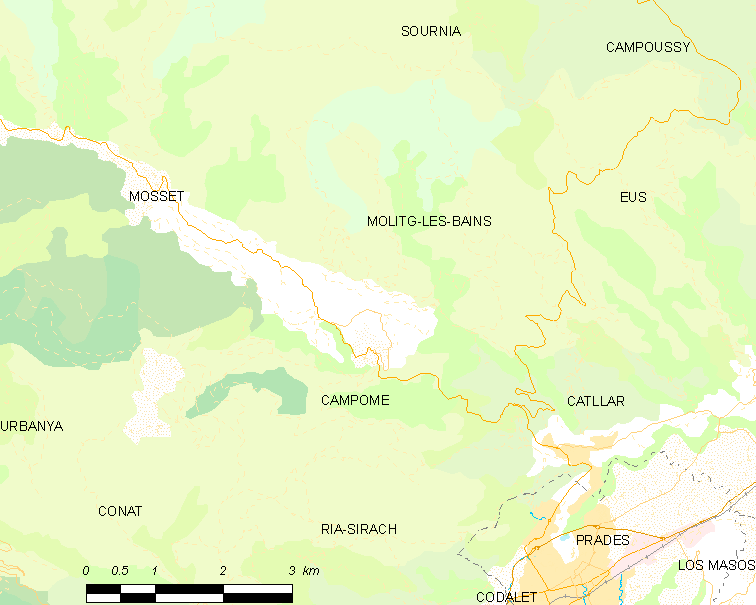
Situación de Campôme

## Demografía
| 103 | 104 | 102 | 104 | 121 | 106 |
| Para los censos de 1962 a 1999 la población legal corresponde a la población sin duplicidades (Fuente: INSEE [Consultar]) |     |     |     |     |     |

## Personalidades relacionadas con la comuna
- François Sarda (1929-2005)